# NDEA
La NDEA (N-nitrosodietilammina) è un composto organico cancerogeno e mutageno classificato come nitrosamina.

## Descrizione
Si presenta come un liquido dal colore giallo pallido e dall'odore amminico o aromatico. È usato come additivo per benzina e lubrificanti, come stabilizzante è antiossidante nella plastica e nella ricerca. Liquido volatile e sensibile alla luce, solubile in acqua, lipidi e altri solventi organici. Ha un odore amminico e aromatico.Quando è riscaldata fino alla decomposizione, rilascia fumi tossici di ossidi d’azoto.

## Impieghi e precauzioni
Si trova nel fumo prodotto dalla combustione di tabacco e come impurità nel valsartan e in altri bloccanti del recettore dell'angiotensina II (ARB) usati per trattare la pressione alta e l'insufficienza cardiaca. La Food and Drug Administration ha confermato livelli di NDEA e/o NDMA che superano i limiti di assunzioni giornaliera in alcuni medicinali contenenti valsartan, i quali sono stati ritirati dalla vendita a novembre 2019, inoltre la NDEA influisce sull’integrità del DNA, probabilmente per alchilazione, e viene utilizzata nella ricerca sperimentale per indurre la tumorigenesi del fegato. È stato anche scoperto che l’NDEA perturba la biosintesi degli amminoacidi, inclusa l’arginina, nonché la riparazione del danno del DNA e il mantenimento del genoma mitocondriale nel lievito.
È classificata come sostanza cancerogena e mutagena del gruppo 2A (ovvero come probabile composto cancerogeno per l'uomo) dall'Organizzazione mondiale della sanità.